# 哈斯特勒 (密西西比州)
哈斯特勒（英語：Hustler）是位於美國密西西比州阿米特縣的非建制地區。

## 歷史
哈斯特勒的郵局於1905年停運。

## 地理
哈斯特勒所處的海拔為高於海平面135米（即443英呎），而該地所採用的時區為UTC-6，即北美中部時區（CST）。同時該地設有夏令時間，為UTC-6調快一小時，即UTC-5（CDT）。